# Sorbus spongbergii
Sorbus spongbergii är en rosväxtart som beskrevs av K.D. Rushforth. Sorbus spongbergii ingår i släktet oxlar, och familjen rosväxter. Inga underarter finns listade i Catalogue of Life.